# Wałęsa (film)
Wałęsa. Człowiek z nadziei is een Poolse dramafilm uit 2013 onder regie van Andrzej Wajda.

## Verhaal
Lech Wałęsa is een elektricien en een gewone arbeider op een scheepswerf. Hij veroorzaakt een stille revolutie die zal leiden tot het einde van het communistische regime in Polen en het afbrokkelen van de invloed van de Sovjet-Unie in Centraal-Europa.

## Rolverdeling
- Robert Więckiewicz: Lech Wałęsa
- Agnieszka Grochowska: Danuta Wałęsa
- Iwona Bielska: Ilona
- Zbigniew Zamachowski: Nawiślak
- Maria Rosaria Omaggio: Oriana Fallaci
- Ewa Kolasińska: Arbeidster op de scheepswerf
- Mirosław Baka: Klemens Gniech
- Michał Czernecki: Secretaris van de POP
- Remigiusz Jankowski: Arbeider op de scheepswerf
- Wojciech Kalarus: Voorzitter
- Piotr Probosz: Mijak
- Marcin Hycnar: KOR-lid
- Maciej Marczewski: KOR-lid